# Frontline (журнал)
Frontline — индийский левый журнал на английском языке. Основан в 1984 году и издаётся The Hindu Group. Выходит два раза в месяц. Главный редактор — Нарасимхан Рам. Рассказывает в основном о политике и политической экономии, уделяя особое внимание проблемам развития индийских штатов и рабочего класса. Также освещает такие темы, как искусство, литература, кино и наука.